# تاكيو تاكاجي
تاكيو تاكاجي (باليابانية: 高木武雄؛ بالكانا: たかぎ たけお) هو عسكري ياباني، ولد في 25 يناير 1892 في فوكوشيما في اليابان، وتوفي في 8 يوليو 1944 في سايبان في الولايات المتحدة بسبب قتل في المعركة.